# 青野鎌坂バイパス
青野鎌坂バイパス（あおのかまさかバイパス）は、福井県丹生郡越前町青野から同町鎌坂に至る延長4,250mの国道417号バイパスである。

## 概要
国道417号の福井県丹生郡越前町青野（旧朝日町青野）から同町鎌坂（旧織田町鎌坂）までの区間は、狭隘道路のため大型車のすれ違いが困難で、急カーブや急勾配があるなど線形も不良だったため、車両通行に著しく支障をきたしていた。また歩道がないため、歩行者の通行も危険な状況だった。そのため、福井県が1989年（平成元年）から地域連携推進事業（道路改築事業）としてバイパス道路の整備に着手した。
2007年（平成19年）6月11日、越前町茱原から同町上戸間の完成に伴い、越前町茱原で開通式が開催され、同日13時30分から全線が供用開始された。

### 路線データ
- 起点：福井県丹生郡越前町青野（旧朝日町青野）
- 終点：福井県丹生郡越前町鎌坂（旧織田町鎌坂）
- 事業延長：4,250m
- 構造規格：第3種第2級
- 設計速度：50km/h
- 車線数：2車線
- 道路幅員：総幅員14.5m（車道3.25m×2=6.5m、歩道3.25m+路肩0.75m×2=8.0m）
- 計画交通量：8,700台/日
- 事業期間：1989年度（平成元年度） - 2007年度（平成19年度）（当初予定は2004年度（平成16年度））
- 全体事業費：82億円

## 沿革
- 1989年度（平成元年度）：事業化、用地着手。
- 1990年度（平成2年度）：工事着手。
- 1995年（平成7年）11月1日：織田町上戸（現・越前町上戸） - 同町鎌坂間（延長1,965m）、一部供用開始[2]。
- 2001年（平成13年）9月：朝日町青野（現・越前町青野） - 同町茱原間（延長600m）、一部供用開始。
- 2007年（平成19年）6月11日：越前町茱原 - 同町上戸間（延長967m）開通。全線供用開始。

## 路線状況

### 主な構造物
- 常磐橋（2000年度完成、橋長41.5m、PC単純ポストテンションT桁橋）
- 上戸大橋（2003年度完成、橋長55.5m、単純非合成鋼鈑桁橋）
- 常磐峡大橋（1993年度完成、橋長78.3m、単純合成鋼鈑桁橋2連）
- 道並橋（1995年度完成、橋長45.0m、単純合成鋼鈑桁橋）
- 神田橋（1996年度完成、橋長46.0m、単純非合成鋼鈑桁橋）
- 行道橋（1996年度完成、橋長80.0m、2径間連続非合成鋼鈑桁橋）

### 交差する道路
- 福井県道263号糸生宮崎線

## 参考資料
- 15ｍ以上の橋梁816橋一覧（保全対策必要553・なし263別） - ウェイバックマシン（2014年1月6日アーカイブ分）、福井県道路保全課
- 再評価結果（平成16年度事業継続箇所）一般国道417号青野〜鎌坂バイパス 国土交通省道路局